# Eumenes histro
Eumenes histro är en stekelart som först beskrevs av Dominique Villars 1789.  Eumenes histro ingår i släktet krukmakargetingar, och familjen Eumenidae. Inga underarter finns listade i Catalogue of Life.